# Ласиговці
Ласиговці (словен. Lasigovci) — поселення в общині Дорнава, Подравський регіон‎, Словенія.